# Chastel-sur-Murat
Pour les articles homonymes, voir Chastel et Murat.
Chastel-sur-Murat est une ancienne commune française, située dans le département du Cantal et la région administrative Auvergne-Rhône-Alpes. 
Elle a fusionné le 1er janvier 2017 avec Murat (commune déléguée) pour constituer la commune nouvelle de Murat. Le chef-lieu de la nouvelle commune est situé à Murat (commune déléguée).

## Géographie
Chastel-sur-Murat est située dans les monts du Cantal, au centre du département du même nom ; elle est proche de la ville de Murat ce qui explique sans doute qu'il n'y ait aucun commerce sur son territoire.
La commune est composée des villages suivants : Brujaleine, Brugiroux, Entremont, la Chevade, la Denterie, le Moulin de Brujaleine, l'Haut-Mur, le Lapsou.

## Toponymie
Murat : du mot mur avec le suffixe latin -atum, donnant le sens de « clos de murs ».
Chastel : du mot château, du au château présent dans le bourg

## Histoire
Ancien oppidum, puis château qui relevait en partie des vicomtes de Carlat.

## Politique et administration
| Période      | Période  | Identité    | Étiquette | Qualité |
| ------------ | -------- | ----------- | --------- | ------- |
| janvier 2017 | En cours | Félix Roche | DVD       | Employé |

| Période                                  | Période       | Identité           | Étiquette | Qualité |
| ---------------------------------------- | ------------- | ------------------ | --------- | ------- |
| Les données manquantes sont à compléter. |               |                    |           |         |
| ?                                        | 1943          | René Chazelon      |           |         |
| 1943                                     | 1962          | Robert Pissavy     |           |         |
| 1962                                     | ?             | Jean-Marie Meyniel |           |         |
| 1983                                     | 1995          | Martin Pissavy     |           |         |
| mars 2001                                | décembre 2016 | Félix Roche        | DVD       | Employé |

## Démographie
L'évolution du nombre d'habitants est connue à travers les recensements de la population effectués dans la commune depuis 1793. À partir du 1er janvier 2009, les populations légales des communes sont publiées annuellement dans le cadre d'un recensement qui repose désormais sur une collecte d'information annuelle, concernant successivement tous les territoires communaux au cours d'une période de cinq ans. 
Pour les communes de moins de 10 000 habitants, une enquête de recensement portant sur toute la population est réalisée tous les cinq ans, les populations légales des années intermédiaires étant quant à elles estimées par interpolation ou extrapolation. Pour la commune, le premier recensement exhaustif entrant dans le cadre du nouveau dispositif a été réalisé en 2008,.
En 2014, la commune comptait 119 habitants, en évolution de −12,5 % par rapport à 2009 (Cantal : −1,19 %, France hors Mayotte : +2,49 %).
| 1793 | 1800 | 1806 | 1821 | 1831 | 1836 | 1841 | 1846 | 1851 |
| ---- | ---- | ---- | ---- | ---- | ---- | ---- | ---- | ---- |
| 527  | 473  | 573  | 437  | 461  | 445  | 470  | 499  | 440  |

| 1856 | 1861 | 1866 | 1872 | 1876 | 1881 | 1886 | 1891 | 1896 |
| ---- | ---- | ---- | ---- | ---- | ---- | ---- | ---- | ---- |
| 482  | 452  | 411  | 391  | 415  | 387  | 392  | 416  | 390  |

| 1901 | 1906 | 1911 | 1921 | 1926 | 1931 | 1936 | 1946 | 1954 |
| ---- | ---- | ---- | ---- | ---- | ---- | ---- | ---- | ---- |
| 404  | 374  | 306  | 268  | 265  | 237  | 225  | 206  | 215  |

| 1962 | 1968 | 1975 | 1982 | 1990 | 1999 | 2008 | 2013 | 2014 |
| ---- | ---- | ---- | ---- | ---- | ---- | ---- | ---- | ---- |
| 176  | 154  | 126  | 106  | 100  | 96   | 133  | 122  | 119  |

## Culture locale et patrimoine

### Lieux et monuments
- Chapelle Saint-Antoine du XIIe siècle, perchée sur une haute colline dominant le village, depuis laquelle la vue porte sur toute la région environnante. L'édifice est classé au titre des monuments historiques en 1947[7].
- Village fortifié du Roch.

### Personnalités liées à la commune
- Jean Pagès-Allary, archéologue, a effectué des découvertes archéologiques à Chastel-sur-Murat.